# Mindanao
Mindanao est une île de l'archipel des Philippines. Elle est la deuxième île la plus importante de l'archipel par sa superficie et sa population de 26 252 442 habitants (recensement 2020), soit 24,08 % de la population du pays.
L’île abrite une forte minorité musulmane en rébellion contre le gouvernement et possédant sa propre région autonome.

## Géographie

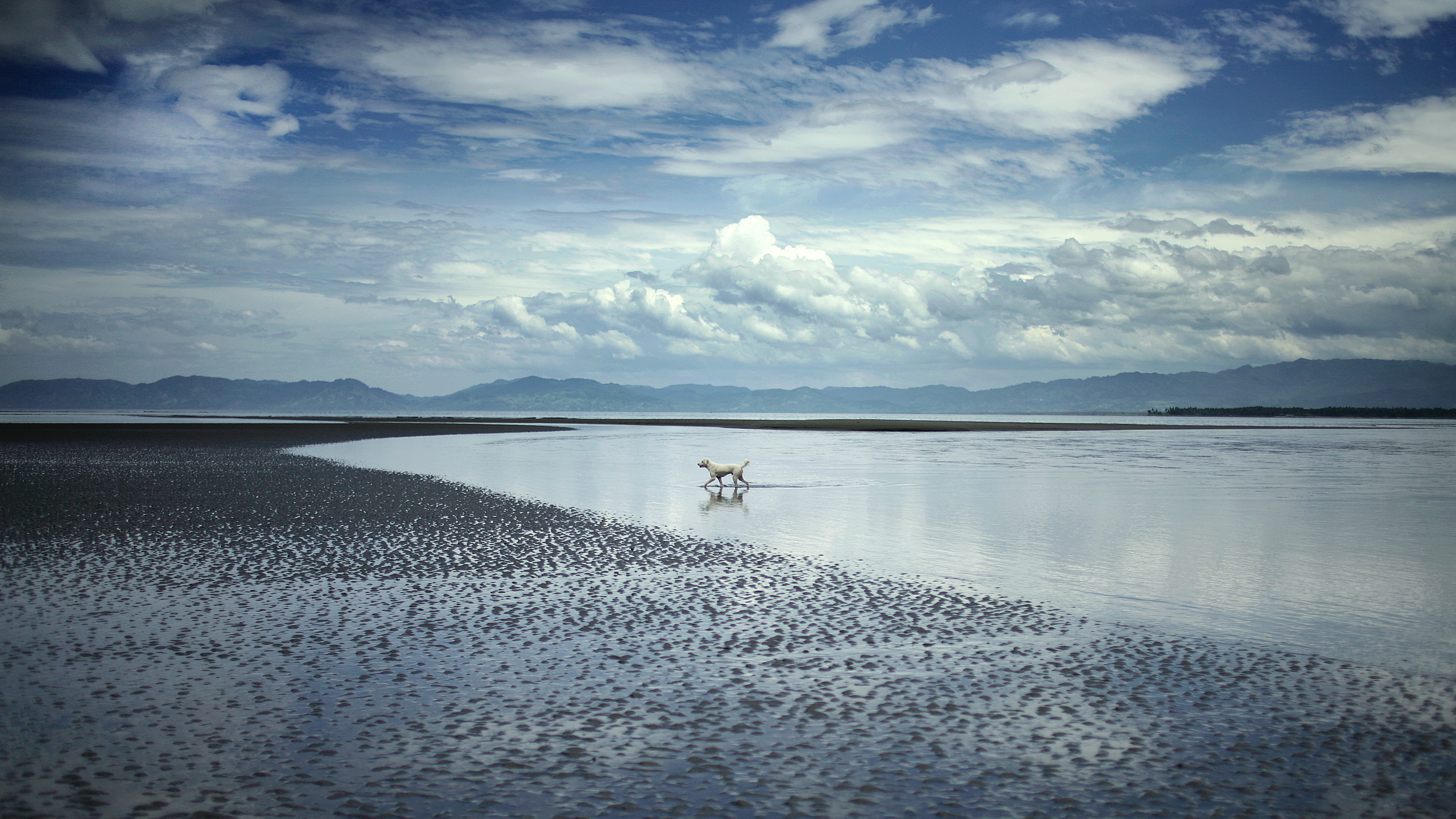
Marée basse sur une plage de Mindanao. Un chien à la recherche de nourriture. août 2016.

Mindanao se situe dans le Sud de l'archipel philippin. L'île est située en mer des Philippines, borde au sud-ouest la mer de Célèbes et au nord-ouest la mer de Sulu.

### Topographie
Mindanao, à l’image du reste des Philippines est marquée par la présence de trois chaînes sédimentaires parallèles d’orientation nord-sud. À l’est, une cordillère Pacifique est constituée notamment par les monts Diuata. Une cordillère centrale, plus massive, constitue la ligne de partage des eaux de l’île. À l’ouest de cette cordillère s’étend le bassin hydrographique du Rio Grande de Mindanao (le second plus grand bassin des Philippines). À l’ouest, la dorsale de Zamboanga est la moins vigoureuse (elle n’excède que rarement les 800 mètres d’altitude).
À ces trois chaînes d’orientation nord-sud, s’ajoutent des hauts reliefs volcaniques à la répartition plus confuse. C’est à cet ensemble qu’appartient le Mont Apo, point culminant du pays avec 2 954 mètres d’altitude.
Sur l’ensemble de l’île, les plaines côtières sont généralement étroites.

Carte topographique de Mindanao.

### Géologie
La tectonique de Mindanao est très complexe et marquée par des évolutions récentes. Les trois chaînes citées précédemment datent du Tertiaire, elles sont essentiellement constituées de roches sédimentaires (grès, marnes, calcaires ou conglomérats). Mais dans l’intervalle entre ces chaînes, s’étendent des plaines : celle formée par le bassin de l’Agusan et le Libuganon correspond à un long fossé de subsidence datant du pliocène et du  Quaternaire. La plaine correspondant au bassin du Rio Grande de Mindanao date elle aussi du Quaternaire.

### Faune et flore
Les forêts recouvrent encore 37 % du territoire philippin.
Dans les île de Bohol et de Mindanao, le tarsier, petit singe de 8 à 16 cm, est malheureusement en voie de disparition. Il est la nourriture préférée de l’aigle haribon, un des plus redoutables oiseaux de proie .

#### Sanctuaire de faune et de flore sauvages: Patrimoine mondial UNESCO
Le sanctuaire de faune et de flore sauvages de la chaîne du mont Hamiguitan a une amplitude altitudinale de 75 à 1 637 m au-dessus du niveau de la mer. On y trouve des habitats terrestres et aquatiques qui abritent des espèces endémiques de faune et de flore dont huit ne vivent que sur le mont Hamiguitan. Les espèces en danger critique comprennent des arbres et des plantes et deux oiseaux emblématiques : l’aigle des Philippines et le cacatoès des Philippines .

### Climat

#### Normales climatiques
De manière générale, on peut considérer que la cordillère centrale constitue la ligne de démarcation entre deux ensembles climatiques bien distincts. À l’est, le climat est marqué par un climat hyper-humide (voir le tableau climatique de Tandag) alors que l’ouest connaît un climat moins humide et plus ensoleillé (voir le tableau climatique de Zamboanga).

Les tableaux climatiques suivants nous permettent d’apprécier la diversité des climats de l'île. Le fort compartimentage du relief est à l’origine de ces climats variés et complexes.
| Mois                     | jan. | fév. | mars | avril | mai  | juin | jui. | août | sep. | oct. | nov. | déc. | année |
| ------------------------ | ---- | ---- | ---- | ----- | ---- | ---- | ---- | ---- | ---- | ---- | ---- | ---- | ----- |
| Température moyenne (°C) | 25,6 | 25,6 | 26,1 | 27    | 27,7 | 27,5 | 27,6 | 27,6 | 27,5 | 27,3 | 26,6 | 26,1 | 26,9  |
| Précipitations (mm)      | 769  | 647  | 487  | 346   | 252  | 178  | 174  | 146  | 163  | 212  | 462  | 654  | 4 490 |

| Mois                     | jan. | fév. | mars | avril | mai  | juin | jui. | août | sep. | oct. | nov. | déc. | année |
| ------------------------ | ---- | ---- | ---- | ----- | ---- | ---- | ---- | ---- | ---- | ---- | ---- | ---- | ----- |
| Température moyenne (°C) | 26,4 | 26,7 | 27,1 | 27,5  | 27,5 | 27,2 | 26,9 | 27   | 27   | 27   | 27   | 26,8 | 27    |
| Précipitations (mm)      | 51   | 53   | 48   | 57    | 103  | 147  | 145  | 140  | 156  | 181  | 110  | 82   | 1 273 |

| Mois                     | jan. | fév. | mars | avril | mai  | juin | jui. | août | sep. | oct. | nov. | déc. | année |
| ------------------------ | ---- | ---- | ---- | ----- | ---- | ---- | ---- | ---- | ---- | ---- | ---- | ---- | ----- |
| Température moyenne (°C) | 26,2 | 26,4 | 27,1 | 27,7  | 27,6 | 27,1 | 26,9 | 27   | 27,1 | 27,2 | 27,2 | 26,8 | 27    |
| Précipitations (mm)      | 116  | 109  | 89   | 157   | 224  | 190  | 181  | 177  | 192  | 170  | 153  | 120  | 1 878 |

#### Typhons
Sur Mindanao, les typhons sont beaucoup moins fréquents que sur le reste de l’archipel, mais ils n'en demeurent pas moins un élément marquant du climat de l’île, notamment dans les provinces du nord-est. En 2013, Bopha, un typhon d’une puissance jamais enregistré précédemment a frappé l’île. Il a succédé à un puissant typhon datant de 2011 (voir tempête Washi). La récente montée en puissance de ce phénomène est souvent imputée au dérèglement climatique.

## Histoire

### Préhistoire
Les quelques connaissances que l’on possède proviennent des travaux archéologiques menés dans les cavernes de Cotabato, qui ont permis de découvrir entre autres des urnes en céramique et en pierre calcaire datant du VIe siècle. De longues pirogues datant probablement du IVe siècle ont été retrouvées dans les environs de Butuan, ce qui atteste que des activités hauturières dans cette région pourraient s'être développées avant les autres régions d'Asie,.

### Période pré-coloniale
Au début du XVIe siècle, Serif Kabungsuan originaire de l'actuelle Malaisie prend le contrôle de Mindanao après avoir contracté un mariage avec la fille d'une famille influente de l’île. La prise de contrôle de Serif Kabungsuan sur Mindanao constitue un événement fondateur car il s'agit là du deuxième acte de l’expansion de l'Islam aux Philippines (après la création d'un sultanat sur l'archipel des Sulu en 1450).

### Colonisation espagnole
Il est presque certain que Magellan jeta l'ancre dans l'embouchure du fleuve Agusan en l'an 1521. Marquant ainsi le début d'une colonisation espagnole sur l'ensemble de l'archipel qui durera jusqu'en 1898, date à laquelle les États-Unis prennent le contrôle de Mindanao et des Philippines en général.
La colonisation espagnole, bien qu'ayant duré plusieurs siècles, ne s'est jamais vraiment étendue à toute l'île. Les Espagnols ne réussirent à s'implanter durablement qu'en quelques étroits secteurs côtiers comme la province de Misamis oriental au nord ainsi que quelques autres places fortes (Zamboanga, Dapitan, la région de Butuan et les bordures du golfe de Davao).

### Domination des États-Unis
En 1903, l’administration américaine procède à un recensement. L’île ne compte alors qu’un demi-million d’habitants. Mindanao est à cette époque essentiellement peuplée de communautés montagnardes primitives, et d’une forte population musulmane à l’ouest. À ces populations originaires s’ajoutent un petit peuplement chrétien dans la province du Misamis oriental et quelques communautés japonaises, développant la culture de l’abaca pour les cordages de la flotte impériale.
L’île n’est complètement pacifiée par les Américains qu’à partir des années 1913-1915. L’administration des États-Unis procède alors à la construction de routes, et à l’assainissement de l’île. Ces importants travaux vont permettre la colonisation de l’île par les populations chrétiennes venues du reste de l’archipel. Ainsi, à la veille de la Seconde Guerre mondiale, Mindanao compte 1,8 million d’habitants, contrastant ainsi fortement avec le sous-peuplement du début du XXe siècle.

### Seconde Guerre mondiale
Le 19 décembre 1941, les Japonais débarquent sur l’île. Débute ainsi une ère éprouvante pour les habitants de Mindanao. L’armée japonaise se rend coupable de nombreux forfaits sur les populations, des expériences médicales étant notamment pratiquées sur les autochtones. Mindanao est intégrée à la sphère de coprospérité de la grande Asie orientale.
Elle fut libérée en 1945 à l'occasion de la bataille de Mindanao.

### Depuis l’indépendance
La grande partie du peuplement insulaire date de l’après Seconde Guerre mondiale lorsque l’assainissement de l’île réalisé par les services de santé de l’armée américaine permet à la masse grossissante des sans-terres d’affluer vers la « terre promise » depuis Luçon surtout. En effet, le gouvernement soucieux de régler le problème agraire qui touche alors les campagnes de Luçon encourage les migrations de peuplement à destination de Mindanao. De 1948 à 1960, environ 1,2 million de colons, en grande majorité d’origine Cebuano, gagnent ainsi Mindanao.
Mais en 1972, le violent soulèvement des musulmans, rejetant le processus de colonisation dont ils sont victimes, vient mettre fin au mouvement migratoire vers les provinces centrales et occidentales marquées par l’insécurité. Depuis lors, ces provinces à fort peuplement musulman obtiennent l’autonomie interne en 1977. Le problème n’est cependant pas réglé, et la sécurité n’est pas retrouvée, car la rébellion musulmane reste toujours très vigoureuse au début des années 1990.
À la suite d'affrontements armés avec le groupe islamiste Maute à Marawi, le président Rodrigo Duterte déclare la loi martiale sur toute l'ile le 23 mai 2017,,,.

## Administration
L'île est divisée en six régions :
- Péninsule de Zamboanga
- Mindanao du Nord
- Davao
- SOCCSKSARGEN
- Caraga

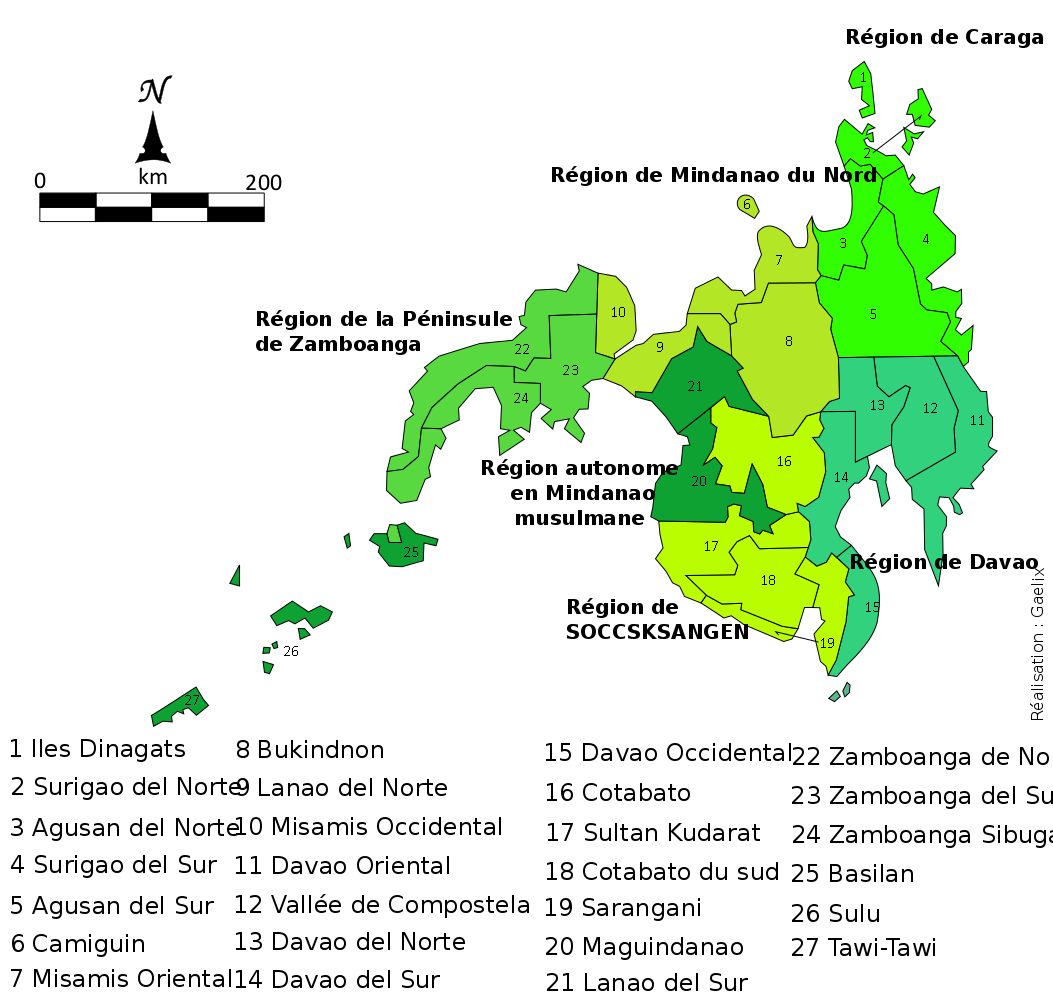
Carte des subdivisions administratives de Mindanao

- Bangsamoro (Région autonome en Mindanao musulmane jusqu'en 2019)

Ces régions ne possèdent pas d'organes gouvernant, à l'exception du Bangsamoro. Elles sont subdivisées en 27 provinces, cependant, 5 d'entre elles correspondent à des iles. Mindanao à proprement parler est donc divisée en 21 provinces.

## Violences politiques
L'ile est marquée par de nombreuses violences. En 2014, elle est d'ailleurs classée comme territoire déconseillé par les services diplomatiques français.

### Indépendantisme musulman
Depuis les années 1960, la minorité musulmane est en lutte contre l'armée. Elle est représentée par plusieurs mouvements dont les revendications sont différentes. D'une part, le Front Moro de libération nationale (MNLF), apparaît comme le plus modéré, il est actuellement à la table des négociations. Il milite pour un État autonome sur une partie de Mindanao et sur l’archipel de Sulu dans le sud des Philippines depuis 1969. D'autre part, le Front Moro islamique de libération, qui résulte de la scission avec le MNLF en 1984 revendique une indépendance des régions musulmanes. Il apparaît comme plus radical et peut être qualifié de mouvement islamiste. Enfin, Abou Sayyaf, également issu d'une scission avec le MNLF en 1991 est également un mouvement islamiste radical proche d'al-Qaïda,.
Quelque 25 % de la population est musulmane ; dans le sud-ouest de l'île se situe la région autonome en Mindanao musulmane, peuplée à 82 % de musulmans.

### Guérilla révolutionnaire
La pauvreté massive, et les injustices économiques qui sont prégnantes sur Mindanao ont été un terreau très fertiles à un mouvement révolutionnaire armé : la New People's Army. Cette guérilla, oscillant entre des tendances marxistes-léninistes et maoïstes, est largement présente dans les zones reculées de l'ile, là où l'armée régulière peine encore à s'imposer. Ces zones correspondent aussi aux zones de peuplement des ethnies originelles de l'ile, qui sont victimes d'un manque de reconnaissance de leurs domaines ancestraux (avec un pillage des ressources et une destruction de leurs environnement).
L'île est devenue le dernier bastion de la New Peoples's Army après le raid mené par l'armée en 2014, alors que dans le reste du pays le mouvement s’essouffle grandement.

## Démographie
| Population | 0.5 | 2.9 | 5.0 | 13.0 | 20.3 |

## Économie
La deuxième île du pays détient un rôle majeur dans l'économie nationale. Parmi les denrées exploitées, on peut citer le caoutchouc naturel (100 % de la production nationale), l'ananas (87 % de la production nationale) et l'or (76 % des réserves nationales).

## Transports

### Transport aérien
Sur l’île, on recense 3 aéroports internationaux que sont les aéroports de Davao, General Santos et Zamboanga. De plus, on recense 7 aéroports d'influence nationale, qui proposent uniquement des vols intérieurs. Il s’agit des aéroports de Dipolog, Pagadian, Cotobato, Laguindingan, Butuan, Surigao et Tandag.

### Transport maritime
En raison du caractère insulaire de Mindanao, le transport maritime revêt une place d'importance. Les principaux ports de marchandises sont, dans l'ordre d'importance, Cagayan de Oro, Davao, General Santos et Zamboanga.

#### Transport de marchandises
En 2014, environ 104 000 navires ont accosté dans les ports de Mindanao. Ils y ont chargé ou déchargé environ 69,5 millions de tonnes de marchandises. Environ 1,18 million d'EVP y ont été manutentionnés.

#### Transport de passagers
Le transport maritime de voyageurs est primordial à Mindanao, comme dans l'ensemble des Philippines. En 2015, les ports de Mindanao ont accueilli 17,9 millions de voyageurs. La grande majorité de ces voyages se font à destination des autres îles de l'archipel philippin. Le port de Zamboanga est le plus grand port de voyageurs avec environ 4 millions de voyageurs par an. Il est aussi le seul port effectuant des liaisons internationales.